# Buzura praeparva
Buzura praeparva là một loài bướm đêm trong họ Geometridae.